# 詩野
詩野（しの 、2000年〈平成12年〉6月16日 - ）は、日本の女優、モデル。旧活動名及び現愛称は「たんぺ」。本名非公開。

## 来歴
2020年、「たんぺ」名義で『講談社』主催のミスiD2021にエントリー。
応募したきっかけは、『私は「なんか面白いことないかな」って思った時に、ミスiDの情報がTwitterで回ってきて、ここから何か変わったらいいなと思って応募しました。』とインタビューに答えている。
2021年4月11日、ミスiD2021でSPOTTED PRODUCTIONS賞を受賞。
2021年9月15日、活動名義として「詩野」に改名。母の源氏名と同じ。
2022年2月9日空白ごっこの1stシングルミュージックビデオ『ラストストロウ』で女優デビュー。
同年3月18日公開、『猫は逃げた』で喫茶店店員『塩田しの』役として映画デビュー。
同年5月21日、『怪獣は襲ってくれない』でトー横の人気者『にゃんぎまり』役として舞台デビュー。
2023年3月18日、SAWA主催イベント「サワソニ62」にて新規プロデュースユニット「メリリーバンピー」お披露目、アイドルデビュー。
メンバーはShino(詩野), Mio(夕月未終), Hitomi(鈴音ひとみ), Anzu(∫積分あんず), Nibeko(にべ子)の5名。会場でMUSIC CARDを発売開始。SAWA楽曲カバーの「KeepOn」「転職活動」の2曲を収録。2023年12月30日解散。

## 人物
旧活動名及び現愛称「たんぺ」は友人からつけられたあだ名。aikoの大ファン。家族構成は父母弟。小学1年生から6年生までピアノを習っていた。

## 出演

### ミュージック・ビデオ
- 空白ごっこ 「ラストストロウ」（2022年2月9日公開）[4]
- 柿崎ユウタ 「最終回」（2022年11月30日公開）[5]
- コンビニ人間 「バイバイロックンロール」（2022年12月8日公開）[6]
- ENEMY FLECK 「指先に口付けて」（2023年1月14日公開）[7]
- 愛しておくれ 「愛しておくれ」（2023年1月14日公開）[8]
- アーバンギャルド 「いちご黒書」（2023年1月25日公開）[9]
- Paper Bag 「ガールミーツデイジー」（2023年3月26日公開）[10]
- Paper Bag 「いつもと違うシャンプーの匂い」（2023年6月11日公開）[11]
- 佐藤里映 「ラベンダー」（2023年8月4日公開）[12]
- からあげ弁当 「金曜日」（2024年1月10日公開）[13]
- 清春 「SAINT」（2024年1月26日公開）[14]
- Paper Bag 「愛の余熱」（2024年4月20日公開）[15]
- Paper Bag 「起こさないように」（2025年2月15日公開）[16]

### 映画
- つーか祈りのあと8%、ちょう指向性の銃 （2021年12月6日公開）[17]
- 猫は逃げた （2022年3月18日公開） - 塩田しの 役[18]
- 窓辺にて （2022年11月4日公開） - カフェのスタッフ 役[19]
- サーチライト-遊星散歩-（2022年12月6日先行上映、2023年10月14日公開） - 水野舞 役[20][21]
- まなみ100% （2023年9月29日公開）[22]
- 飼ってたクモが死んだ。（2023年12月28日公開） - アネ 役[23]
- 胴鳴り (2024年6月22日公開)[24]
- 温泉シャーク（2024年7月5日公開）[25]

### 舞台
- 「怪獣は襲ってくれない」 （2022年5月21日 - 22日、遊空間がざびぃ）にゃんぎまり 役[26]
- 「七人の宇宙人〜seven aliens〜」 （2022年11月30日 - 12月4日、阿佐ヶ谷アルシェ）すあま 役[27]
- 「遠く吠えて花火をあげる」 （2024年5月22日 - 6月2日、王子小劇場）アゲハ 役（灯組）[28]
- 「BELOVED」（2025年6月29日・30日、AI・HALL / 7月5日 - 13日、恵比寿・エコー劇場）[29]

### テレビ
- スイートモラトリアム 「ep.4 僕たちの初恋、そして…」（2023年6月13日放送）[30]

## 書籍

### デジタル写真集
- 『いつかの、どこかで。』（2024年6月17日、集英社、撮影：岩渕一輝）[31]

## イベント
| 開催日時             | 公演タイトル                           | 場所                        | 備考                                                                 |
| -------------------- | -------------------------------------- | --------------------------- | -------------------------------------------------------------------- |
| 2023年６月17日       | 詩野ラスト生誕祭 CLASP                 | 下北沢CLUB251               | 詩野、メリリーバンピ―、GOMESS、ベッド・イン、セツコ(from 空白ごっこ) |
| 2023年８月19日       | 帰ってきた！詩野もひとりでできるもん！ | 無人島（新宿）              | 詩野、信仰対象、八木みなみ                                           |
| 2023年９月10日       | なかよしの計画～９月生まれ編～         | ROCK CAFE LOFT is your room | 詩野、中尊寺まい（ベッド・イン）、ディスク百合おん                   |
| 2023年12月29日～31日 | としのせ大感謝展2023                   | cadoromo space              | 詩野                                                                 |
| 2024年１月20日       | しのエアインと無人島生活               | 無人島（新宿）              | 詩野、エアイン                                                       |
| 2024年２月３日       | なかよしの計画〜しのぱらだいす〜       | ROCK CAFE LOFT is your room | 詩野、想都ぱら                                                       |
| 2024年３月１日       | わたしはどうしたらいいですか？         | LOFT９ Shibuya              | 詩野、SAWA、直井卓俊、ツカモトコウノスケ                             |
| 2024年３月２日       | なかよしの計画 with ほげちゃん         | ROCK CAFE LOFT is your room | 詩野、ほげちゃん                                                     |
| 2024年５月25日       | 出張！しのちゃんin大阪                 | 梅田ラテラル                | 詩野                                                                 |
| 2024年６月15日       | 東京都立DJ幼稚園第一回お遊戯会         | 中野JETBAR                  | 詩野、想都ぱら                                                       |
| 2024年６月16日       | 私がみんなといたいだけ                 | A Talk Club WOOFER          | 詩野、ろるらり、今村隼人、俺スナ、ぐんぴぃ                           |
| 2024年10月26日       | 疲労宴                                 | 梅田ラテラル                | 詩野、セツコ(空白ごっこ)                                             |